# Al-Dimaníjat
al-Dimaníjat je souostroví v Ománském zálivu a Indickém oceánu, které náleží Ománu. Leží přibližně 20 kilometrů severně od ománských břehů a skládá se z devíti ostrovů. Celková rozloha souostroví je 1 km². Nachází se zde přírodní rezervace. Ostrovy jsou oblíbeným místem pro potápěče a nachází se tu 22 potápěčských lokalit. Ostatní turisté mají příležitost kempingu.

## Přírodní rezervace
Přírodní rezervace ostrovů al-Dimaníjat spadá pod vilájety Síb (guvernorát Maskat) a Barka (guvernorát jižní al-Batína). Existuje zde množství přírodních památek včetně několika druhů korálových útesů, z nichž některé jsou i poměrně vzácné. Al-Dimaníjat je domovem pro mořské želvy a ptactvo, a to jak pro zdejší, tak stěhovavé.
V roce 1984 byla rezervace uznána v mezinárodním měřítku, jakožto součást projektu Great Barrier Reef.

## Pojmenované ostrovy
- al-Džabal al-Kabér (Um as-Sakan)
- al-Džaun
- Hujot
- Charába
- Um al-Liuaha